# Род смерти

## Определение термина
Род смерти это прекращение жизнедеятельности живого организма. Если опереться на медицинскую классификацию, то в ней принято выделять следующие категории, которые определяются обстоятельствами, при которых наступает насильственная или ненасильственная смерть. И в той, и в другой категории принято выделять по нескольку родов смерти.. Кроме рода смерти, существует вид смерти, который определяется через общие факторы или воздействия на организм. Род смерти классифицируется медицинскими категориями, в следствии неких причин смерти.
Наука, изучающая умирание, называется танатология .
В России при наступлении смерти человека, медицинские работники выписывают медицинское свидетельство о смерти в котором указывается род смерти, где может быть указано, что род смерти не установлен (повреждения с неопределенными намерениями).

## Ненасильственная смерть
К родам ненасильственной смерти относятся:
- смерть физиологическая
- смерть патологическая
- скоропостижная (внезапная) смерть

## Насильственная смерть
К родам насильственной смерти  относятся:
- убийство, как летальный исход в следствии намеренного лишения жизни
- самоубийство, как летальный исход в следствии самоповреждения организма (суицид).
- несчастный случай, как летальный исход вследствии ненамеренного (в том числе случайного) лишения жизни

## Установление рода смерти
Первоначальное определение рода смерти происходит по внешним характеристикам - какое воздействие на живой организм произошло: видимое или невидимое.
При заполнении медицинского свидетельства о смерти (в пункте 15) "Смерть произошла" уточняются обстоятельства данного случая смерти и указывается, что "смерть произошла от..." и записывается диагноз, например: заболевание или внешние причины (несчастный случай, убийство, самоубийство, в ходе военных, террористических действий или род смерти не установлен).
Правоохранительные органы назначают судебно-медицинскую экспертизу (через Постановление).

## Мировая практика
Всемирная организация здравоохраннния (ВОЗ) рекомендует при выявленных "повреждениях с неопределёнными намерениями" (ПНН) руководствоваться только в тех случаях, когда "доступной информации недостаточно, чтобы медицинские и юридические эксперты могли сделать вывод о том, является ли данный инцидент несчастным случаем, самоповреждением или насилием с целью убийства или нанесения повреждений".
Несмотря на долгую историю существования Международной квалификации болезней, ПНН как отдельная группа внешних причин появился в 1965 году.